# Marlies Bänziger

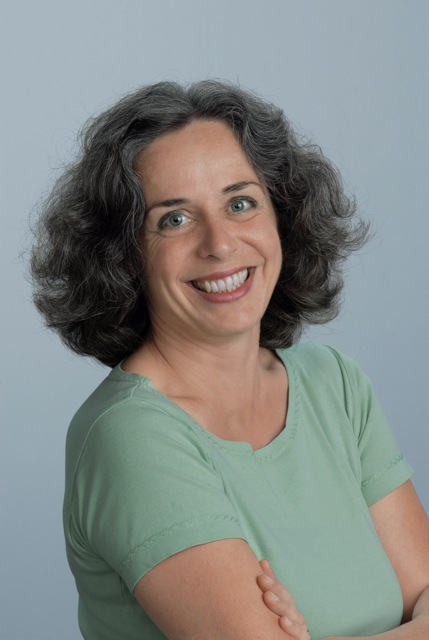
Marlies Bänziger

Marlies Bänziger (* 14. März 1960 in Winterthur, heimatberechtigt in Heiden, Schüpfen und Winterthur) ist eine Schweizer Politikerin (Grüne).

## Leben
Bänziger wuchs in Oberembrach auf und besuchte in Oberembrach sowie Embrach die Schulen, für die Kantonsschule fuhr sie nach Winterthur. 1980 zog sie nach Winterthur. Sie schloss eine Ausbildung als Lehrerin ab und wurde im Mai 1990 ins Parlament der Gemeinde Winterthur gewählt, dem sie bis 1997 angehörte. Von 1997 bis 2009 war sie Bezirksrätin. 2000 bis Februar 2005 war Bänziger im Verfassungsrat des Kantons Zürich.
Bänziger war von Juni 2004 bis Januar 2008 Co-Präsidentin, anschliessend bis November 2008 Präsidentin der Grünen Partei des Kantons Zürich. Sie wurde bei den Schweizer Parlamentswahlen 2007 in den Nationalrat gewählt und hatte dort Einsitz bis zu den Wahlen 2011. Bänziger war in der Grossen Kammer Mitglied Finanzkommission und gehörte der Delegation EFTA an. Im November 2008 wurde Bänziger zur Präsidentin des SSF (Schweizerischer Schutzverband gegen Flugemissionen) gewählt, im September 2009 zur Präsidentin von Fussverkehr Schweiz.